# Phare de Niechorze
Le phare de Niechorze (en polonais : Latarnia Morska Niechorze) est un phare situé dans la ville de Niechorze proche de Rewal (Voïvodie de Poméranie occidentale - Pologne).
Ce phare est sous l'autorité du Bureau maritime régional (en polonais : Urząd Morski (pl)) de Szczecin.
Avec son jardin, le phare est classé au titre des monuments historiques de Pologne.

## Histoire
Ce phare est situé entre le phare de Kikut (environ 30 km à l'ouest) et le phare de Kołobrzeg (34 km à l'est), sur une falaise abrupte de la côte de la mer Baltique.
La base du phare est un bâtiment de deux étages en forme de carré de 13 m de haut, de chaque côté de la tour. A une hauteur focale de 62 m, le phare émet un éclat blanc toutes les 10 secondes visible jusqu'à environ 36 kilomètres en raison de la puissance de 1.000 w de l'ampoule qui est renforcée par 20 cristaux prismatiques.
Le phare de Niechorze a été commandé par le ministère allemand de la marine en 1863 et a commencé à fonctionner le 1er décembre 1866. Bien que le phare n'ait subi aucun dommage de guerre durant la Seconde Guerre mondiale, après la libération de la Pologne 8 mines allemandes ont été découvertes et retirées en toute sécurité sans mise à feu. Après la fin de la Seconde Guerre mondiale, il y a eu un retard considérable pour remettre le phare en fonction. Ce n'est que le 18 décembre 1948 que le phare fut finalement opérationnel, après des travaux de sécurisation de la falaise à cause de l'érosion de celle-ci. Le phare était trop à proximité du bord et les autorités ont assuré la falaise en mettant de gros rochers et des armures de roche (500 mètres de béton lourd) pour sécuriser la falaise et fournir un sol stable pour le phare.
Actuellement, le phare est ouvert aux touristes. A proximité du phare il y a un parc miniature de tous les phares polonais, une attraction populaire de la commune de Rewal pour les familles et les passionnés.
Le phare est aussi l'une des stations côtières AIS-PL de l'HELCOM, qui surveille automatiquement le trafic maritime dans cette zone côtière.
Identifiant : ARLHS : POL014 - Amirauté : C2904 - NGA : 6520 .
|                     |
| Le phare (logement) |

|             |
| La lanterne |

### Lien connexe
- Liste des phares de Pologne